# Luvigny
Luvigny – miejscowość i gmina we Francji, w regionie Grand Est, w departamencie Wogezy.
Według danych na rok 1990 gminę zamieszkiwało 88 osób, a gęstość zaludnienia wynosiła 22 osób/km² (wśród 2335 gmin Lotaryngii Luvigny plasuje się na 957. miejscu pod względem liczby ludności, natomiast pod względem powierzchni na miejscu 1095.).